# Batalla de Villar de los Navarros
La batalla de Villar de los Navarros fue un enfrentamiento entre carlistas y liberales durante la Primera Guerra Carlista enmarcada en la Expedición Real. El triunfo permitió a los carlistas avanzar sobre Madrid. La batalla hizo creer a los legitimistas en las posibilidades de éxito de la Expedición Real, y por tanto, la victoria en la guerra.

## Antecedentes
Carlos María Isidro había organizado la Expedición Real para tomar Madrid y destronar a Isabel II, que contaba con siete años. El 15 de mayo de 1837 el pretendiente salió de Estella con 11.000 infantes y 1200 jinetes. En junio llegó a Cataluña y recabó apoyos. Tras muchas dificultades logró cruzar el Ebro y se reunió con Cabrera, aprovechando para reagrupar sus tropas en el territorio que dominaba en el Bajo Aragón. A principios de agosto, contando con más de 18.000 efectivos, comenzó la marcha definitiva hacia Madrid. En su paso por Aragón, el general liberal Marcelino Oraá decidió atacar a los carlistas, que a su vez se preparaban para la batalla.

## La batalla
El día 23, 12.500 carlistas al mando del propio don Carlos llegaron a Villar de los Navarros. Un días después, el 24, el liberal José Clemente Buerens empezó la batalla. Los carlistas, conscientes de su superioridad, decidieron pasar a la ofensiva y tras rechazar a la caballería cristina envolvieron a los liberales. A Buerens no le quedó otra que intentar un contraataque, pero su guía, desconocedor del terreno, llevó a los soldados isabelinos frente al barranco, siendo arrollados y cercados por los carlistas. Un ataque final por el flanco izquierdo completó la victoria carlista. 
Los supervivientes isabelinos se refugiaron en Herrera de los Navarros y Belchite y el pretendiente don Carlos reanudó su marcha imparable hacia Madrid, ya sin oposición. Numerosos soldados cristinos fueron capturados y encarcelados en Villarluengo, en pésimas condiciones.

## Impacto mediático
La batalla fue objeto de un artículo de Charles Lewis Gruneisen, periodista del Morning Post, que se publicó el 8 de septiembre. Gruneisen se había sumado a la columna carlista en uno de los primeros ejemplos de periodismo de guerra siendo considerado por algunos el primer corresponsal de guerra. La obra de Gruneisen fue clave para la denuncia del incumplimiento del Convenio Lord Eliot sobre el trato a los prisioneros.